# George Marucci
George Marucci (1952) is een Amerikaanse amateur golfer. Hij wordt Buddy genoemd.
Buddy Marucci doorliep de Haverford High School in Haverford (Pennsylvania). Hij kreeg een studiebeurs en ging naar de University of Maryland.
In 2008 won hij het US Senior Amateur, zijn enige belangrijke wapenfeit.
Hij was lid van de Merion Golf Club.

## Gewonnen
- 1982: Pennsylvania Amateur[1]
- 1983: Pennsylvania Amateur
- 1987: Pennsylvania Amateur
- 1991: Pennsylvania Amateur
- 2008: US Senior Amateur

## Teams
- Walker Cup: 1995, 1997 (winnaars), 2007 (captain, winnaars), 2009 (captain, winnaars)